# Mégatonne d'équivalent pétrole
La mégatonne d'équivalent pétrole (symbole Mtep) est une unité d'énergie qui correspond à un million de tonnes d'équivalent pétrole soit 41,868 PJ (10 Pcal).

## Définition
Étant donné l’énergie produite et consommée au niveau mondial et afin de simplifier la comparaison entre les différentes sources d'énergie, on utilise fréquemment le million de tonnes d'équivalent pétrole (Mtep) comme unité de mesure,.
Il est important de préciser que :
- 1 Mtep = 11,63 TWh (térawatt-heures) soit 11 630 000 MWh (mégawatt-heures) soit 41,868 PJ (pétajoules) ou 0,04 EJ (exajoule) ;
- 1 Mtep = 39 683 207,2 MBtu (megaBritish thermal units) soit 0,039 683 207 2 PBtu (petaBritish thermal unit ou quad ou quadrillion Btu) ;
- 1 PBtu ou quad = 25,199 576 1 Mtep = 1,055 EJ (exajoule).